# Carl Ernst Otto Kuntze

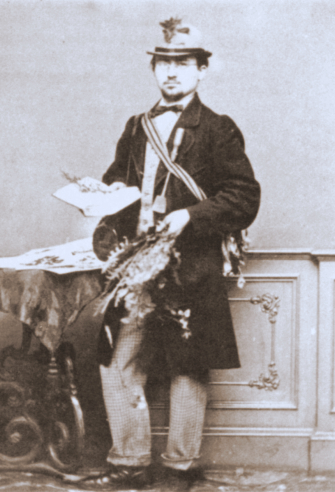
Carl Ernst Otto Kuntze, 1867

Carl Ernst Otto Kuntze (* 23. Juni 1843 in Leipzig; † 27. Januar 1907 in San Remo) war ein deutscher Botaniker. Sein offizielles botanisches Autorenkürzel lautet „Kuntze“, es ist aber auch das Kürzel „O.Kuntze“ in Gebrauch.

## Leben und Wirken
Kuntze absolvierte sowohl eine Realschule als auch eine wirtschaftliche Schule und erlernte den Beruf eines Drogisten. Schon in seiner Jugend interessierte er sich für die Botanik und sammelte eine Vielzahl an Pflanzen in der Umgebung von Leipzig. 1867 veröffentlichte er die Taschen-Flora von Leipzig, in der diese Pflanzen beschrieb. Zu dieser Zeit war er bereits nach Berlin umgesiedelt und als Angestellter tätig. Zwischen 1863 und 1866 war er als Kaufmann in Berlin tätig und unternahm Reisen durch Mitteleuropa und Italien. Seine Freizeit verbrachte er mit dem Sammeln von Pflanzen in der Umgebung von Berlin. Er wurde bei seinen Exkursionen meist von den Botanikern Alexander Braun und Paul Ascherson begleitet. Im Jahre 1867 veröffentlichte er eine Arbeit über die Reform deutscher Brombeeren, in der er die Gattung Rubus beschrieb. 1868 lebte er wieder in Leipzig und gründete eine Fabrik zur Herstellung von ätherischen Ölen und Essenzen und war so erfolgreich, dass er sich nach nur fünf Jahren zur Ruhe setzen konnte. Er widmete sich nun ganz der Botanik und reiste von 1874 bis 1876 um die Welt. Er besuchte dabei die Westindischen Inseln in der Karibik, Südamerika, 14 US-Bundesstaaten, Japan, China, Südostasien und Indien. Auf dieser Reise sammelte er etwa 7700 Pflanzen und trug auch eine ethnologische Sammlung zusammen, welche dem Völkerkundemuseum in Leipzig zukam. Seine Forschungen diese Reise betreffend schrieb er in dem Buch Um die Erde 1881 nieder.
1878 erlangte er sein Doktorat, wobei er auf den Universitäten in Berlin, Leipzig und Freiburg im Breisgau studierte. Seine Dissertation wurde als Monographie der Gattung Cinchona L. veröffentlicht. Im darauffolgenden Jahr verfasste er Theorien zur Systematik der Botanik, welche aber unter seinen Kollegen kritisch betrachtet wurden.
Von 1884 bis 1890 sortierte und beschrieb er die von ihm bisher gesammelten Pflanzen sowohl in Berlin als auch in Kew Gardens bei London. Zwischenzeitlich besuchte Kuntze 1886 das russische Vorderasien und von 1887 bis 1888 weilte er auf den kanarischen Inseln. Er veröffentlichte aus all seinen gesammelten Erkenntnissen 1891 ein zweibändiges Werk namens Revisio generum plantarum. In diesem Werk strukturierte er nahezu die gesamte Botanik um, was heftig umstritten war. Unbeirrt veröffentlichte er einen dritten Band dieses Werkes mit den Erkenntnissen und neu gesammelten Pflanzen von Südamerika aus den Jahren 1891 und 1893.
1894 unternahm er eine Reise nach Südafrika sowie in die deutschen Kolonien, ab dem Winter von 1895 lebte er in San Remo in Italien. 1904 bereiste er ein zweites und letztes Mal die Welt und besuchte Australien, Neuseeland, Ceylon, Samoa, Hawaii und die USA. 1905 nahm er am Zweiten Internationalen Kongress der Botanik in Wien teil, stellte dort aber nur die Autorität des Kongresses in Bezug auf die Festlegung von Nomenklaturregeln in Frage. Daraus resultierend wurde dem Naturforscher seine Kompetenz abgesprochen. Sein Gesundheitszustand wurde nach dem Kongress schlechter, bis er schließlich 1907 in San Remo starb. Seine Urne wurde im Kuntzeschen Erbbegräbnis in der IV. Abteilung des Neuen Johannisfriedhofs beigesetzt.

## Villenkolonie in Eutritzsch

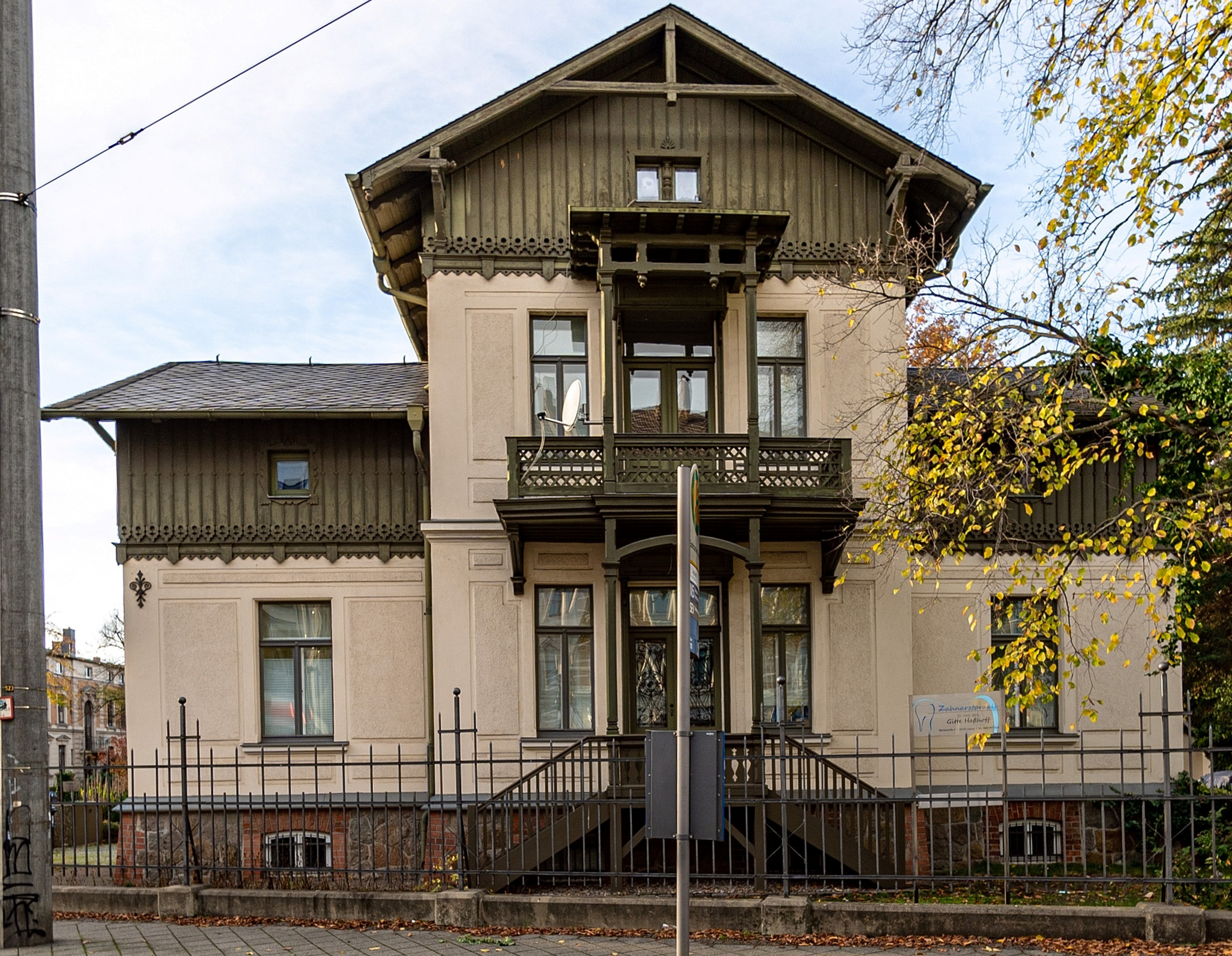
Villa im Schweizer Landhausstil

Unter der Bezeichnung Dr. Otto Kuntzes Cottagehäuser entstand von 1876 bis 1878 in Eutritzsch bei Leipzig auf einer ehemaligen Kirschplantage eine Villenkolonie im Landhausstil. Die weltläufigen Entwürfe lieferte der Architekt Max Bösenberg. Kuntze warb mit der gesunden Lage, „nur einen halbstündigen, gesundheitsfördernden Spaziergang vom Zentrum der Stadt entfernt“. Eutritzsch war damals noch nicht nach Leipzig eingemeindet. Kuntze selbst bewohnte in dieser Kolonie eine Villa im Schweizer Landhausstil.

## Ehrungen
Nach ihm benannt ist die Pilzgattung Kuntzeomyces Henn. ex Sacc. & P.Syd.

## Schriften (Auswahl)
- Taschen-Flora von Leipzig. Beschreibung und Standortsangabe der in dem Bezirk von vier Meilen um Leipzig einheimischen, häufig gebauten und verwilderten Gefässpflanzen, zum Gebrauch auf Excursionen und für Schulen verfasst. C. F. Winter, Leipzig / Heidelberg 1867 (Digitalisat).
- Motivierter Entwurf eines deutschen Gesundheits-Baugesetzes. Als Petition an den Bundesrat und Reichstag. Paul Frohberg, Leipzig 1882 (Digitalisat).
- Phytogeogenesis. Die vorweltliche Entwickelung der Erdkruste und der Pflanzen in Grundzügen. Paul Frohberg, Leipzig 1884 (online).
- Revisio generum plantarum:vascularium omnium atque cellularium multarum secundum leges nomenclaturae internationales cum enumeratione plantarum exoticarum in itinere mundi collectarum. 3 Bände. Leipzig 1891–1898 (online).
- Exposé sur les congrès pour la nomenclature botanique et six propositions pour le congrès de Paris en 1900. Genf 1900 (Digitalisat).